# Hajime Saitō (personaggio)
Hajime Saitō (藤 斎?, Saitō Hajime) è un personaggio fittizio del manga Kenshin samurai vagabondo di Nobuhiro Watsuki. Egli trae spunto dal vero Saitō Hajime, il capo del terzo squadrone degli Shinsengumi.

## Storia

### Bakumatsu
Hajime Saitō era il leader del Terzo Squadrone degli Shinsengumi di Kyoto, durante il periodo del Bakumatsu. Durante la guerra, si scontrò con Kenshin Himura più volte; tuttavia le loro battaglie non terminavano mai con un vincitore vero e proprio, così i due divennero feroci rivali.
Alla fine del Bakumatsu, Saitō cambiò il suo nome in Gorō Fujita (藤田五郎?, Fujita Gorō) e iniziò a lavorare come poliziotto per il governo Meiji.

### Nuovo incontro con Kenshin
Saitō fa la sua prima apparizione nel manga sotto le spoglie di un medico erborista al dojo Kamiya. Dopo aver ferito Sanosuke Sagara, lui sparì, ma lasciò appositamente delle tracce per avvertire Kenshin della sua presenza. Quando Kenshin esce per affrontare Arundo Akamatsu, un sottoposto di Saito, Hajime stesso compare nella palestra Kamiya, spacciandosi per un poliziotto che aveva urgenza di parlare con Kenshin.
Quando Kenshin arriva al dojo, riconosce Saitō e si arrabbia. Combattono così in duello e non appena Saitō prende il sopravvento, Kenshin si trasforma nell'hitokiri Battōsai. A fermare il duello ci pensa Okubo (Ōkubo Toshimichi), il quale si scusa con Kenshin per averlo usato come test, al fine di scoprire se la sua abilità di spadaccino era tale da affrontare Makoto Shishio.

### A Kyoto
Saitō appere nuovamente durante la saga di Kyoto per combattere contro Shishio. Durante tutto l'arco di tempo, Saitō combatte e uccide molti dei suoi soldati, incluso il terzo componente più forte delle Juppongatana, ovvero Usui Uonuma, rimanendo comunque piuttosto malconcio. Viene sconfitto da Shishio, il quale si salva dal Gatotsu grazie ad un copricapo metallico. Alla fine, dopo la dipartita di Shishio, fa credere di essere morto durante l'esplosione dell'arena.

### Jinchu
Durante la saga di Jinchu, Saitō viene inviato ad arrestare Enishi Yukishiro e finisce con l'aiutare Kenshin a sconfiggere i suoi scagnozzi. Alla fine della serie, Saitō viene trasferito in un'altra città per motivi di lavoro e rifiuta di concludere la lotta con Kenshin, poiché lui voleva sconfiggere Battōsai l'assassino, non il samurai vagabondo che è adesso Kenshin.

## Tecniche
La tecnica principale di Saito si chiama Gatotsu (Colpo delle Zanne): Saito si posiziona in guardia alta, ad una certa distanza dall'avversario, tenendo la spada parallela al terreno, ritira indietro il braccio sinistro e inserisce la punta della spada tra le dita della mano destra; l'attacco consiste sostanzialmente in un potentissimo affondo portato in corsa. Saito è in grado di sferrare il Gatotsu in qualsiasi posizione, ossia:
- Kashira: Colpo delle Zanne base
- Nishiki: Colpo delle Zanne a guardia bassa
- Sanshiki: Colpo delle Zanne a guardia alta
- Zeroshiki: Colpo delle Zanne sferrato a distanza ravvicinata senza rincorsa.

Il colpo delle zanne "zeroshiki" costituisce la sua tecnica finale, con cui è in grado di generare una potenza devastante: il primo a subirla è Usui Uonuma, che viene letteralmente smembrato e impalato al muro.
Saito utilizza anche una tecnica detta Hirazuki (Colpo Orizzontale), consistente in un fendente rettilineo che va da destra a sinistra o viceversa. Egli stesso afferma che in questo colpo non ci sono angoli morti, rendendolo di fatto un attacco molto potente e difficile da schivare.